# Savenès
Savenès est une commune française située dans le sud du département de Tarn-et-Garonne, en région Occitanie. Sur le plan historique et culturel, la commune est dans le pays de Rivière-Verdun, un petit pays d'élection de l'est de la Gascogne, à l'écart des grandes voies de communication, et s'étageant sur les terrasses de la rive gauche de la Garonne, entre la vallée de la Save et la Lomagne, et se prolongeant en Gascogne toulousaine.
Exposée à un climat océanique altéré, elle est drainée par le ruisseau de Dère, le ruisseau de Nadesse, le ruisseau Galinas, le ruisseau Segonde et par divers autres petits cours d'eau.
Savenès est une commune rurale qui compte 828 habitants en 2022, après avoir connu une forte hausse de la population depuis 1975.  Elle fait partie de l'aire d'attraction de Toulouse. Ses habitants sont appelés les Savenésiens ou  Savenésiennes.

## Géographie

### Localisation
Commune de l'aire d'attraction de Toulouse située en Lomagne en Rivière-Verdun, limitrophe du département de la Haute-Garonne.

### Communes limitrophes
Savenès est limitrophe de cinq autres communes dont une dans le département de la Haute-Garonne.
Les communes limitrophes sont  Aucamville, Beaupuy, Bouillac, Le Burgaud et Verdun-sur-Garonne.
| Bouillac                   |         | Verdun-sur-Garonne |
| Beaupuy                    | Savenès |                    |
| Le Burgaud (Haute-Garonne) |         | Aucamville         |

### Géologie et relief
La superficie de la commune est de 2 256 hectares ; son altitude varie de 110  à   168 mètres.

### Hydrographie

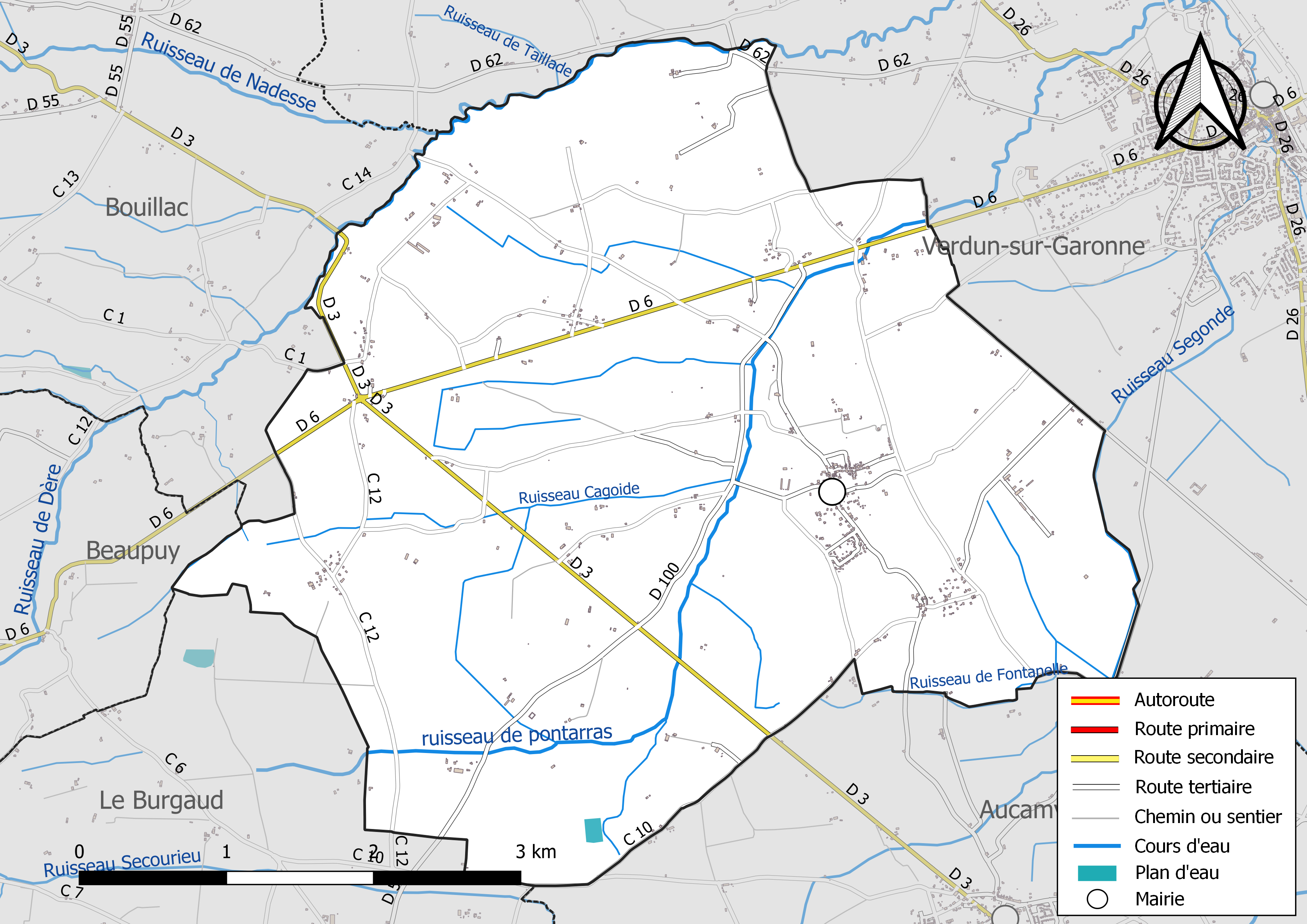
Réseaux hydrographique et routier de Savenès.

La commune est dans le bassin versant de la Garonne, au sein du bassin hydrographique Adour-Garonne. Elle est drainée par le ruisseau de Dère, le ruisseau de Nadesse, le ruisseau Galinas, le ruisseau Segonde, le ruisseau Cagoide, le ruisseau de Fontanelle et par divers petits cours d'eau, constituant un réseau hydrographique de 27 km de longueur totale,.
Le ruisseau de Dère, d'une longueur totale de 15,7 km, prend sa source dans la commune de Puysségur et s'écoule du sud-ouest vers le nord-ouest. Il traverse la commune et se jette dans le ruisseau de Nadesse à Bouillac, après avoir traversé 8 communes.
Le ruisseau de Nadesse, d'une longueur totale de 23,9 km, prend sa source dans la commune de Cox et s'écoule du sud-ouest vers le nord-ouest. Il traverse la commune et se jette dans la Garonne à Verdun-sur-Garonne, après avoir traversé 7 communes.
Le ruisseau Galinas, d'une longueur totale de 11,3 km, prend sa source dans la commune du Le Burgaud et s'écoule du sud vers le nord. Il traverse la commune et se jette dans le ruisseau de Nadesse à Verdun-sur-Garonne, après avoir traversé 3 communes.

### Climat
Pour des articles plus généraux, voir Climat de l'Occitanie et Climat de Tarn-et-Garonne.
En 2010, le climat de la commune est de type climat du Bassin du Sud-Ouest, selon une étude du Centre national de la recherche scientifique s'appuyant sur une série de données couvrant la période 1971-2000. En 2020, Météo-France publie une typologie des climats de la France métropolitaine dans laquelle la commune est exposée à un climat océanique altéré et est dans la région climatique Aquitaine, Gascogne, caractérisée par une pluviométrie abondante au printemps, modérée en automne, un faible ensoleillement au printemps, un été chaud (19,5 °C), des vents faibles, des brouillards fréquents en automne et en hiver et des orages fréquents en été (15 à 20 jours).
Pour la période 1971-2000, la température annuelle moyenne est de 13,3 °C, avec une amplitude thermique annuelle de 15,7 °C. Le cumul annuel moyen de précipitations est de 703 mm, avec 9 jours de précipitations en janvier et 5,9 jours en juillet. Pour la période 1991-2020, la température moyenne annuelle observée sur la station météorologique installée sur la commune est de 13,3 °C et le cumul annuel moyen de précipitations est de 705,4 mm. 
La température maximale relevée sur cette station est de 41 °C, atteinte le 27 juin 2019 ; la température minimale est de −14,5 °C, atteinte le 9 février 2012,,.
| Mois                                  | jan.             | fév.           | mars           | avril         | mai           | juin         | jui.          | août           | sep.          | oct.          | nov.          | déc.            | année      |
| ------------------------------------- | ---------------- | -------------- | -------------- | ------------- | ------------- | ------------ | ------------- | -------------- | ------------- | ------------- | ------------- | --------------- | ---------- |
| Température minimale moyenne (°C)     | 1,8              | 1,5            | 3,8            | 6,2           | 10            | 13,4         | 14,9          | 14,7           | 11,3          | 8,6           | 4,7           | 2,3             | 7,8        |
| Température moyenne (°C)              | 5,6              | 6,3            | 9,5            | 12,1          | 15,9          | 19,6         | 21,5          | 21,6           | 18,1          | 14,3          | 9,1           | 6,2             | 13,3       |
| Température maximale moyenne (°C)     | 9,4              | 11,2           | 15,2           | 18            | 21,9          | 25,8         | 28,2          | 28,5           | 24,9          | 19,9          | 13,4          | 10              | 18,9       |
| Record de froid (°C) date du record   | −13,4 18.01.1987 | −14,5 09.02.12 | −10,2 01.03.05 | −4 08.04.21   | 0 06.05.19    | 4,4 03.06.06 | 6,7 17.07.00  | 4,1 30.08.1986 | 2,2 20.09.12  | −3,7 25.10.03 | −10 18.11.07  | −11,2 25.12.01  | −14,5 2012 |
| Record de chaleur (°C) date du record | 19,3 02.01.03    | 23,2 27.02.19  | 26,5 24.03.01  | 30,2 30.04.05 | 33,7 30.05.03 | 41 27.06.19  | 39,8 23.07.19 | 40,3 04.08.03  | 35,6 05.09.06 | 30,5 03.10.11 | 24,5 07.11.15 | 19,3 11.12.1997 | 41 2019    |
| Précipitations (mm)                   | 64,3             | 45,3           | 46,6           | 68,9          | 69,1          | 62,9         | 49,2          | 55,6           | 60,4          | 56,9          | 63,5          | 62,7            | 705,4      |

| Diagramme climatique                                  |             |             |           |            |              |              |              |              |             |             |           |
| J                                                     | F           | M           | A         | M          | J            | J            | A            | S            | O           | N           | D         |
| 9,41,864,3                                            | 11,21,545,3 | 15,23,846,6 | 186,268,9 | 21,91069,1 | 25,813,462,9 | 28,214,949,2 | 28,514,755,6 | 24,911,360,4 | 19,98,656,9 | 13,44,763,5 | 102,362,7 |
| Moyennes : • Temp. maxi et mini °C • Précipitation mm |             |             |           |            |              |              |              |              |             |             |           |

Les paramètres climatiques de la commune ont été estimés pour le milieu du siècle (2041-2070) selon différents scénarios d'émission de gaz à effet de serre à partir des nouvelles projections climatiques de référence DRIAS-2020. Ils sont consultables sur un site dédié publié par Météo-France en novembre 2022.

### Milieux naturels et biodiversité
Aucun espace naturel présentant un intérêt patrimonial n'est recensé sur la commune dans l'inventaire national du patrimoine naturel,,.

## Urbanisme

### Typologie
Au 1er janvier 2024, Savenès est catégorisée commune rurale à habitat très dispersé, selon la nouvelle grille communale de densité à sept niveaux définie par l'Insee en 2022.
Elle est située hors unité urbaine. Par ailleurs la commune fait partie de l'aire d'attraction de Toulouse, dont elle est une commune de la couronne,. Cette aire, qui regroupe 527 communes, est catégorisée dans les aires de 700 000 habitants ou plus (hors Paris),.

### Occupation des sols

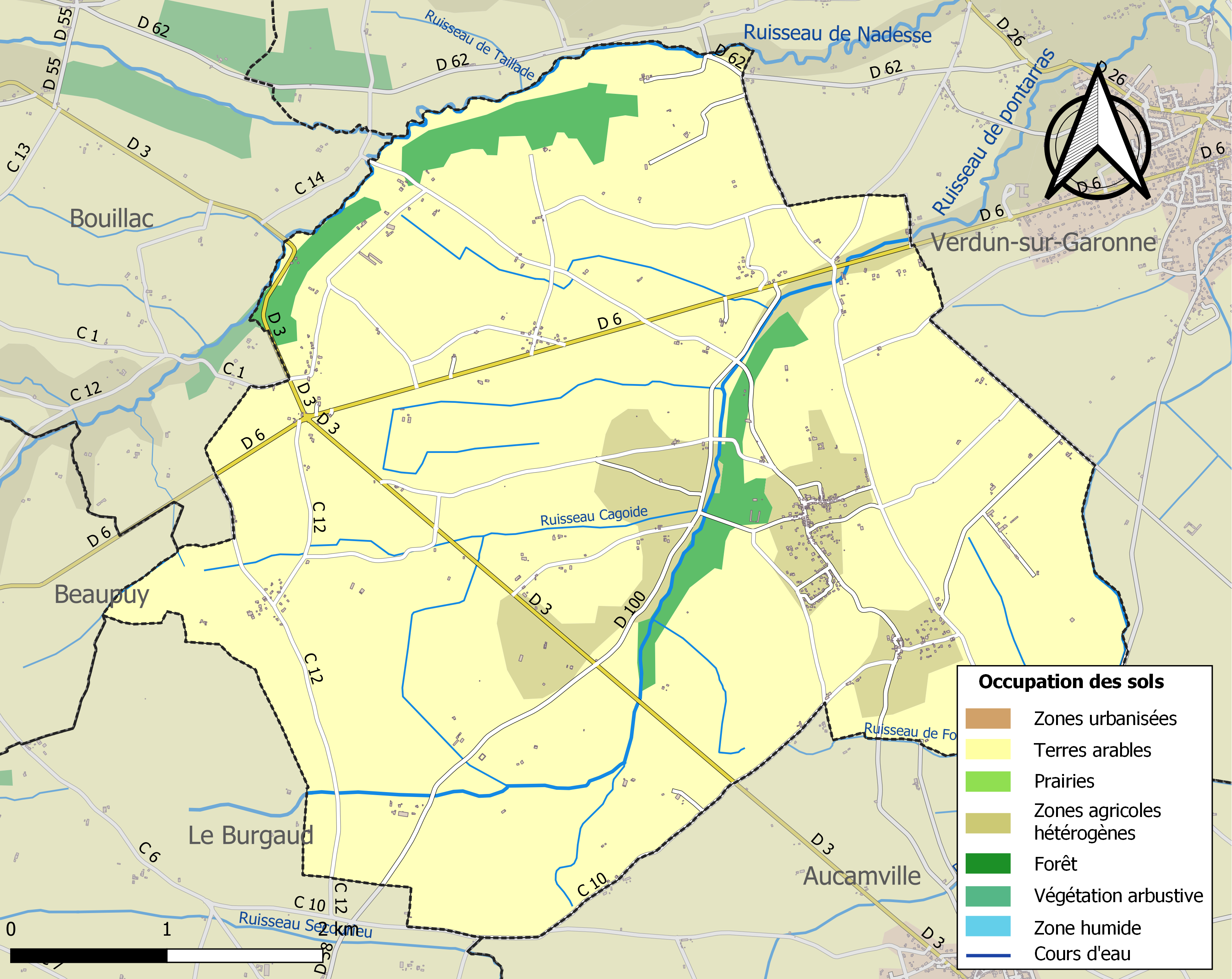
Carte des infrastructures et de l'occupation des sols de la commune en 2018 (CLC).

L'occupation des sols de la commune, telle qu'elle ressort de la base de données européenne d’occupation biophysique des sols Corine Land Cover (CLC), est marquée par l'importance des territoires agricoles (95,5 % en 2018), une proportion identique à celle de 1990 (95,5 %). La répartition détaillée en 2018 est la suivante : 
terres arables (86,8 %), zones agricoles hétérogènes (8,6 %), forêts (4,5 %). L'évolution de l’occupation des sols de la commune et de ses infrastructures peut être observée sur les différentes représentations cartographiques du territoire : la carte de Cassini (XVIIIe siècle), la carte d'état-major (1820-1866) et les cartes ou photos aériennes de l'IGN pour la période actuelle (1950 à aujourd'hui).

### Risques majeurs
Le territoire de la commune de Savenès est vulnérable à différents aléas naturels : météorologiques (tempête, orage, neige, grand froid, canicule ou sécheresse), inondations, mouvements de terrains et séisme (sismicité très faible). Il est également exposé à un risque technologique,  le transport de matières dangereuses. Un site publié par le BRGM permet d'évaluer simplement et rapidement les risques d'un bien localisé soit par son adresse soit par le numéro de sa parcelle.

#### Risques naturels
Certaines parties du territoire communal sont susceptibles d’être affectées par le risque d’inondation par débordement de cours d'eau, notamment le ruisseau de Nadesse, le ruisseau de Dère et le ruisseau Galinas. La cartographie des zones inondables en ex-Midi-Pyrénées réalisée dans le cadre du XIe Contrat de plan État-région, visant à informer les citoyens et les décideurs sur le risque d’inondation, est accessible sur le site de la DREAL Occitanie. La commune a été reconnue en état de catastrophe naturelle au titre des dommages causés par les inondations et coulées de boue survenues en 1982, 1996, 1999, 2003 et 2015,.
Savenès est exposée au risque de feu de forêt. Le département de Tarn-et-Garonne présentant toutefois globalement un niveau d’aléa moyen à faible très localisé, aucun Plan départemental de protection des forêts contre les risques d’incendie de forêt (PFCIF) n'a été élaboré. Le débroussaillement aux abords des maisons constitue l’une des meilleures protections pour les particuliers contre le feu,.

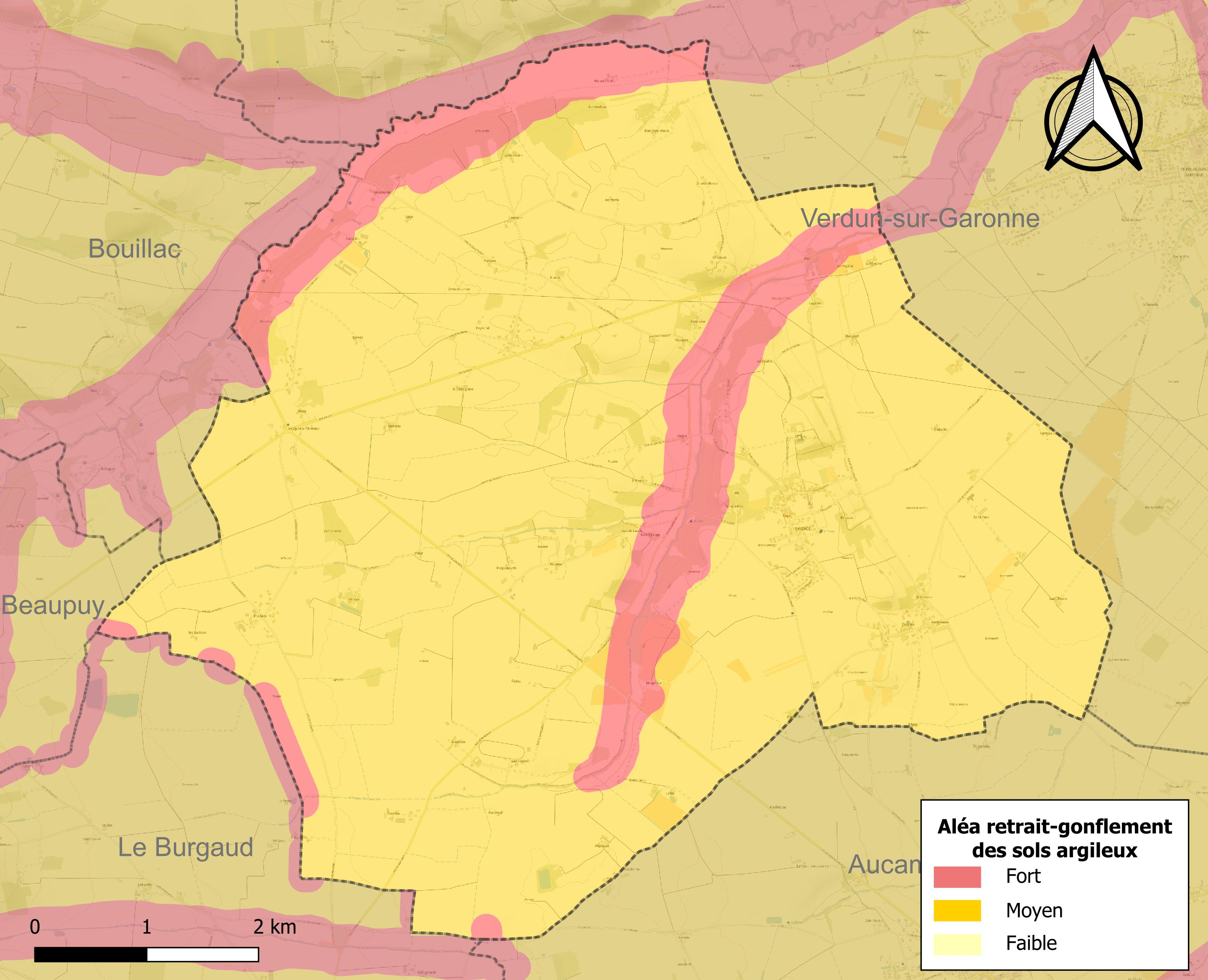
Carte des zones d'aléa retrait-gonflement des sols argileux de Savenès.

Les mouvements de terrains susceptibles de se produire sur la commune sont des tassements différentiels.
Le retrait-gonflement des sols argileux est susceptible d'engendrer des dommages importants aux bâtiments en cas d’alternance de périodes de sécheresse et de pluie. La totalité de la commune est en aléa moyen ou fort (92 % au niveau départemental et 48,5 % au niveau national). Sur les 334 bâtiments dénombrés sur la commune en 2019, 334 sont en aléa moyen ou fort, soit 100 %, à comparer aux 96 % au niveau départemental et 54 % au niveau national. Une cartographie de l'exposition du territoire national au retrait gonflement des sols argileux est disponible sur le site du BRGM,.
Par ailleurs, afin de mieux appréhender le risque d’affaissement de terrain, l'inventaire national des cavités souterraines permet de localiser celles situées sur la commune.
Concernant les mouvements de terrains, la commune a été reconnue en état de catastrophe naturelle au titre des dommages causés par la sécheresse en 1989, 1991, 1992, 2003, 2006, 2011, 2012 et 2015 et par des mouvements de terrain en 1999.

#### Risques technologiques
Le risque de transport de matières dangereuses sur la commune est lié à sa traversée par des infrastructures routières ou ferroviaires importantes ou la présence d'une canalisation de transport d'hydrocarbures. Un accident se produisant sur de telles infrastructures est susceptible d’avoir des effets graves sur les biens, les personnes ou l'environnement, selon la nature du matériau transporté. Des dispositions d’urbanisme peuvent être préconisées en conséquence.

## Histoire
Savenès, devenu commune en 1901, était, sous l'Ancien Régime, un fief dépendant des seigneurs de Verdun-sur-Garonne.
Au XVIe siècle, la seigneurie est passée sous le contrôle de la famille des Isalguiers puis des Vabres.
 
En 1612, la famille de Pezan achète la seigneurie et succède à la famille du Barry.
Le premier village ayant occupé le territoire de Savenès se nommait « Caujac » et il était situé autour de l'église (au XIIIe siècle, celle-ci était dédiée à saint Avit et Modeste).
Pendant la guerre de Cent Ans, le village et l'église furent détruits, le village fut reconstruit près du château.

L'église, quant à elle, fut reconstruite à son emplacement d'origine par un religieux de l'abbaye de Grand Selve. Elle prit alors le vocable de l'Assomption.
L'église fut ensuite en partie brûlée par les protestants au XVIe siècle pendant les guerres de Religion (les murs extérieurs au nord-ouest portent encore les traces des incendies). Cette église fut restaurée au XVIIe siècle.

## Politique et administration

### Administration municipale
Le nombre d'habitants au recensement de 2011 étant compris entre 500 et 1 499 habitants, le nombre de membres du conseil municipal pour l'élection de 2014 est de quinze,.

### Rattachements administratifs et électoraux
La commune fait partie de la deuxième circonscription de Tarn-et-Garonne de la communauté de communes Grand Sud Tarn-et-Garonne et du canton de Verdun-sur-Garonne. Avant le 1er janvier 2017 elle faisait partie de la communauté de communes Garonne et Gascogne.

### Liste des maires
| Période | Période  | Identité               | Étiquette | Qualité |
| ------- | -------- | ---------------------- | --------- | ------- |
| 1901    | 1904     | Raymond Capmartin      |           |         |
| 1904    | 1914     | Léonce Raynal          |           |         |
| 1914    | 1919     | François Dufau         |           |         |
| 1919    | 1935     | Jean-Marie Esquerre    |           |         |
| 1935    | 1944     | Bernard Majorel        |           |         |
| 1944    | 1977     | Jean Gissot            |           |         |
| 1977    | 1995     | Fernand Gissot         |           |         |
| 1995    | 2014     | Denis Aveille          |           |         |
| 2014    | 2020     | Philippe de Tarragon   |           |         |
| 2020    | En cours | Marie-Christine Coulon |           |         |

## Population et société

### Démographie
L'évolution du nombre d'habitants est connue à travers les recensements de la population effectués dans la commune depuis 1901. Pour les communes de moins de 10 000 habitants, une enquête de recensement portant sur toute la population est réalisée tous les cinq ans, les populations de référence des années intermédiaires étant quant à elles estimées par interpolation ou extrapolation. Pour la commune, le premier recensement exhaustif entrant dans le cadre du nouveau dispositif a été réalisé en 2004.

En 2022, la commune comptait 828 habitants, en évolution de +3,63 % par rapport à 2016 (Tarn-et-Garonne : +3,12 %, France hors Mayotte : +2,11 %).
| 1901 | 1906 | 1911 | 1921 | 1926 | 1931 | 1936 | 1946 | 1954 |
| ---- | ---- | ---- | ---- | ---- | ---- | ---- | ---- | ---- |
| 681  | 672  | 697  | 608  | 626  | 632  | 589  | 618  | 612  |

| 1962 | 1968 | 1975 | 1982 | 1990 | 1999 | 2004 | 2006 | 2009 |
| ---- | ---- | ---- | ---- | ---- | ---- | ---- | ---- | ---- |
| 513  | 475  | 402  | 382  | 431  | 454  | 569  | 643  | 731  |

| 2014 | 2019 | 2022 | - | - | - | - | - | - |
| ---- | ---- | ---- | - | - | - | - | - | - |
| 785  | 811  | 828  | - | - | - | - | - | - |

| selon la population municipale des années : | 1968 | 1975 | 1982 | 1990 | 1999 | 2006 | 2009 | 2013 |
| Rang de la commune dans le département      | 74   | 94   | 102  | 93   | 87   | 73   | 71   | 70   |
| Nombre de communes du département           | 195  | 195  | 195  | 195  | 195  | 195  | 195  | 195  |

#### Divers
Le village de Savenès comprend une des cinq stations Météo-France du département. Elle permet la mesure de la température, de la pluie, du vent et de tout autre paramètre météorologique. Cette station a relevé une rafale de 137 km/h sous un très violent orage en août 2003, ce qui constitue le record départemental de vent. Voir aussi Tempête Klaus.

### Enseignement
Savenès fait partie de l'académie de Toulouse.

### Activités sportives
Chasse, pétanque,

## Économie

### Revenus
En 2018, la commune compte 301 ménages fiscaux, regroupant 797 personnes. La médiane du revenu disponible par unité de consommation est de 23 650 € (20 140 € dans le département).

### Emploi
|                | 2008  | 2013   | 2018   |
| -------------- | ----- | ------ | ------ |
| Commune        | 6,4 % | 5,3 %  | 5,9 %  |
| Département    | 8,4 % | 10,2 % | 10,3 % |
| France entière | 8,3 % | 10 %   | 10 %   |

En 2018, la population âgée de 15 à 64 ans s'élève à 491 personnes, parmi lesquelles on compte 81,9 % d'actifs (76,1 % ayant un emploi et 5,9 % de chômeurs) et 18,1 % d'inactifs,. Depuis 2008, le taux de chômage communal (au sens du recensement) des 15-64 ans est inférieur à celui de la France et du département.
La commune fait partie de la couronne de l'aire d'attraction de Toulouse, du fait qu'au moins 15 % des actifs travaillent dans le pôle,. Elle compte 89 emplois en 2018, contre 116 en 2013 et 83 en 2008. Le nombre d'actifs ayant un emploi résidant dans la commune est de 378, soit un indicateur de concentration d'emploi de 23,6 % et un taux d'activité parmi les 15 ans ou plus de 66,6 %.
Sur ces 378 actifs de 15 ans ou plus ayant un emploi, 42 travaillent dans la commune, soit 11 % des habitants. Pour se rendre au travail, 91,1 % des habitants utilisent un véhicule personnel ou de fonction à quatre roues, 1,8 % les transports en commun, 2,4 % s'y rendent en deux-roues, à vélo ou à pied et 4,7 % n'ont pas besoin de transport (travail au domicile).

### Activités hors agriculture

#### Secteurs d'activités
48 établissements sont implantés  à Savenès au 31 décembre 2019. Le tableau ci-dessous en détaille le nombre par secteur d'activité et compare les ratios avec ceux du département,.
| Secteur d'activité                                                                                        | Commune | Commune | Département |
| Secteur d'activité                                                                                        | Nombre  | %       | %           |
| --- | ------- | ------- | ----------- |
| Ensemble                                                                                                  | 48      |         |             |
| Industrie manufacturière, industries extractives et autres                                                | 7       | 14,6 %  | (9,6 %)     |
| Construction                                                                                              | 8       | 16,7 %  | (14,9 %)    |
| Commerce de gros et de détail, transports, hébergement et restauration                                    | 12      | 25 %    | (29,7 %)    |
| Information et communication                                                                              | 2       | 4,2 %   | (1,9 %)     |
| Activités immobilières                                                                                    | 1       | 2,1 %   | (3,3 %)     |
| Activités spécialisées, scientifiques et techniques et activités de services administratifs et de soutien | 8       | 16,7 %  | (14,1 %)    |
| Administration publique, enseignement, santé humaine et action sociale                                    | 5       | 10,4 %  | (13,6 %)    |
| Autres activités de services                                                                              | 5       | 10,4 %  | (9,3 %)     |

Le secteur du commerce de gros et de détail, des transports, de l'hébergement et de la restauration est prépondérant sur la commune puisqu'il représente 25 % du nombre total d'établissements de la commune (12 sur les 48 entreprises implantées  à Savenès), contre 29,7 % au niveau départemental.

#### Entreprises et commerces
Les deux entreprises ayant leur siège social sur le territoire communal qui génèrent le plus de chiffre d'affaires en 2020 sont : 
- G-Catline, construction de réseaux électriques et de télécommunications (198 k€)
- Uiga Conseils SASU, conseil pour les affaires et autres conseils de gestion (2 k€)

### Agriculture
La commune est dans les « Vallées et Terrasses », une petite région agricole occupant le centre et une bande d'est en ouest  du département de Tarn-et-Garonne. En 2020, l'orientation technico-économique de l'agriculture  sur la commune est la polyculture et/ou le polyélevage. 
|               | 1988  | 2000  | 2010  | 2020  |
| ------------- | ----- | ----- | ----- | ----- |
| Exploitations | 44    | 31    | 30    | 35    |
| SAU (ha)      | 1 963 | 2 222 | 2 180 | 2 290 |

Le nombre d'exploitations agricoles en activité et ayant leur siège dans la commune est passé de 44 lors du recensement agricole de 1988  à 31 en 2000 puis à 30 en 2010 et enfin à 35 en 2020, soit une baisse de 20 % en 32 ans. Le même mouvement est observé à l'échelle du département qui a perdu pendant cette période 57 % de ses exploitations,. La surface agricole utilisée sur la commune a quant à elle augmenté, passant de 1 963 ha en 1988 à 2 290 ha en 2020. Parallèlement la surface agricole utilisée moyenne par exploitation a augmenté, passant de 45 à 65 ha.

## Culture locale et patrimoine

### Lieux et monuments
- Le château de Savenès ou château de la Salle, bâti en 1660 (classé monument historique[43]).

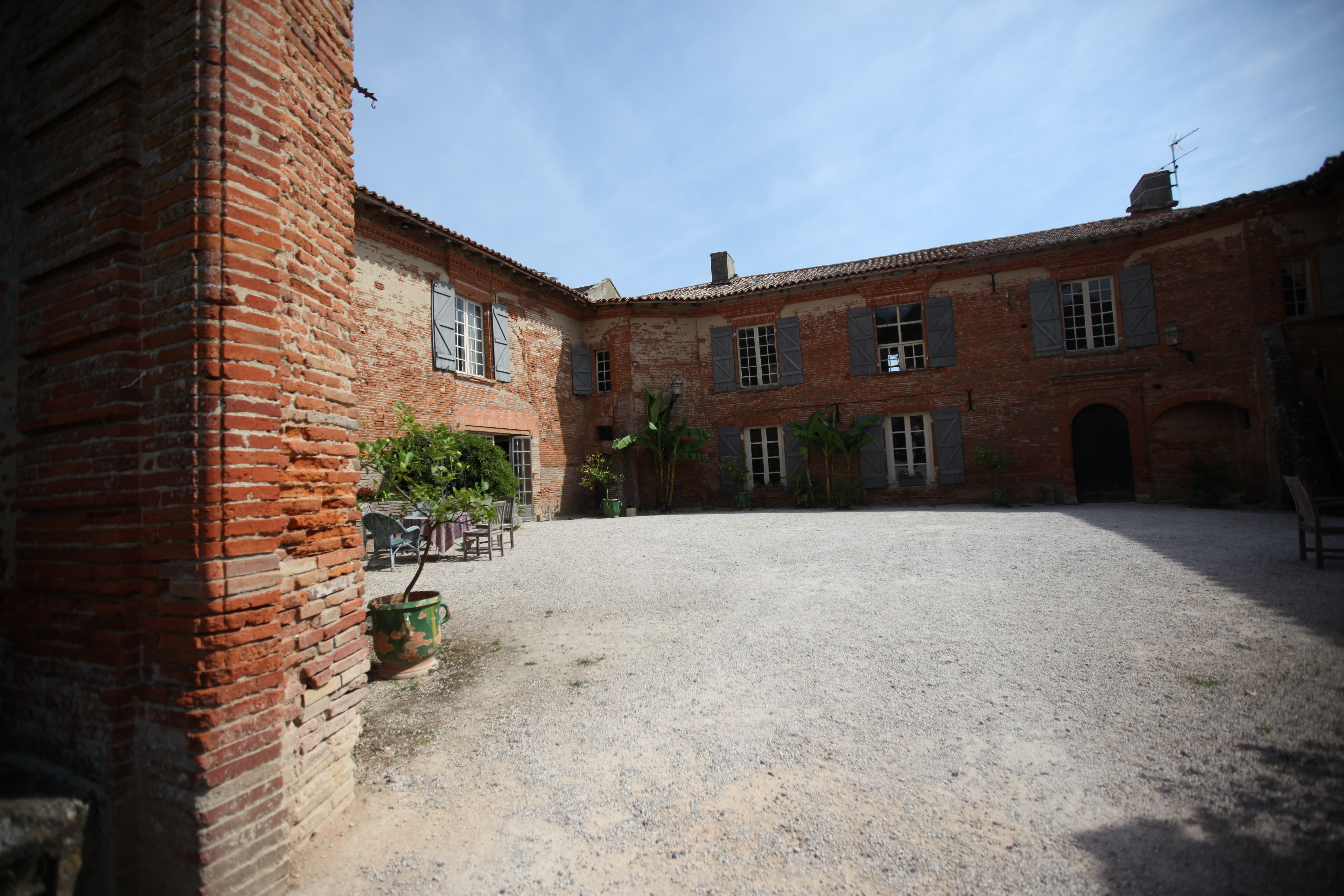
Château de Savenès.
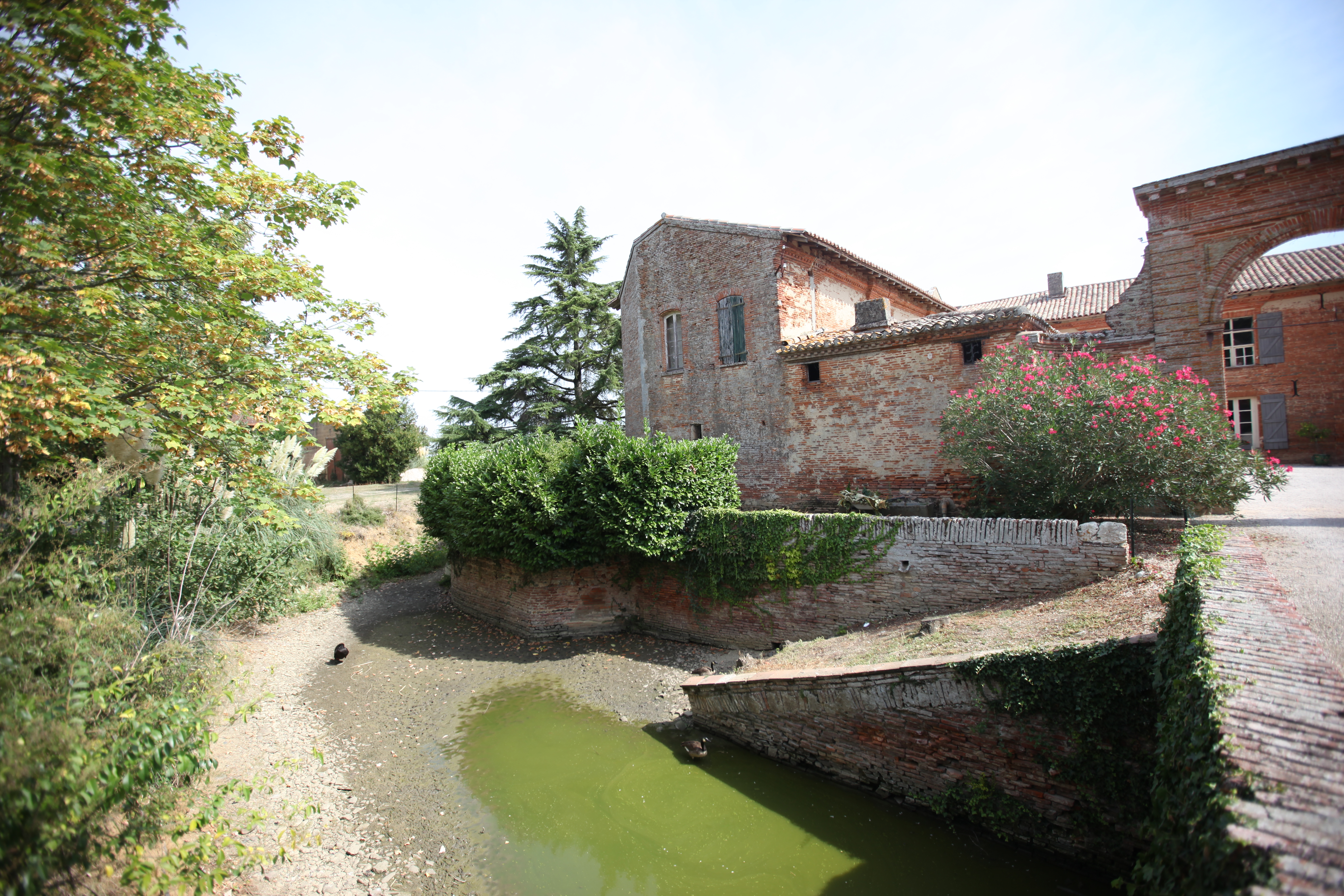
Château de Savenès.
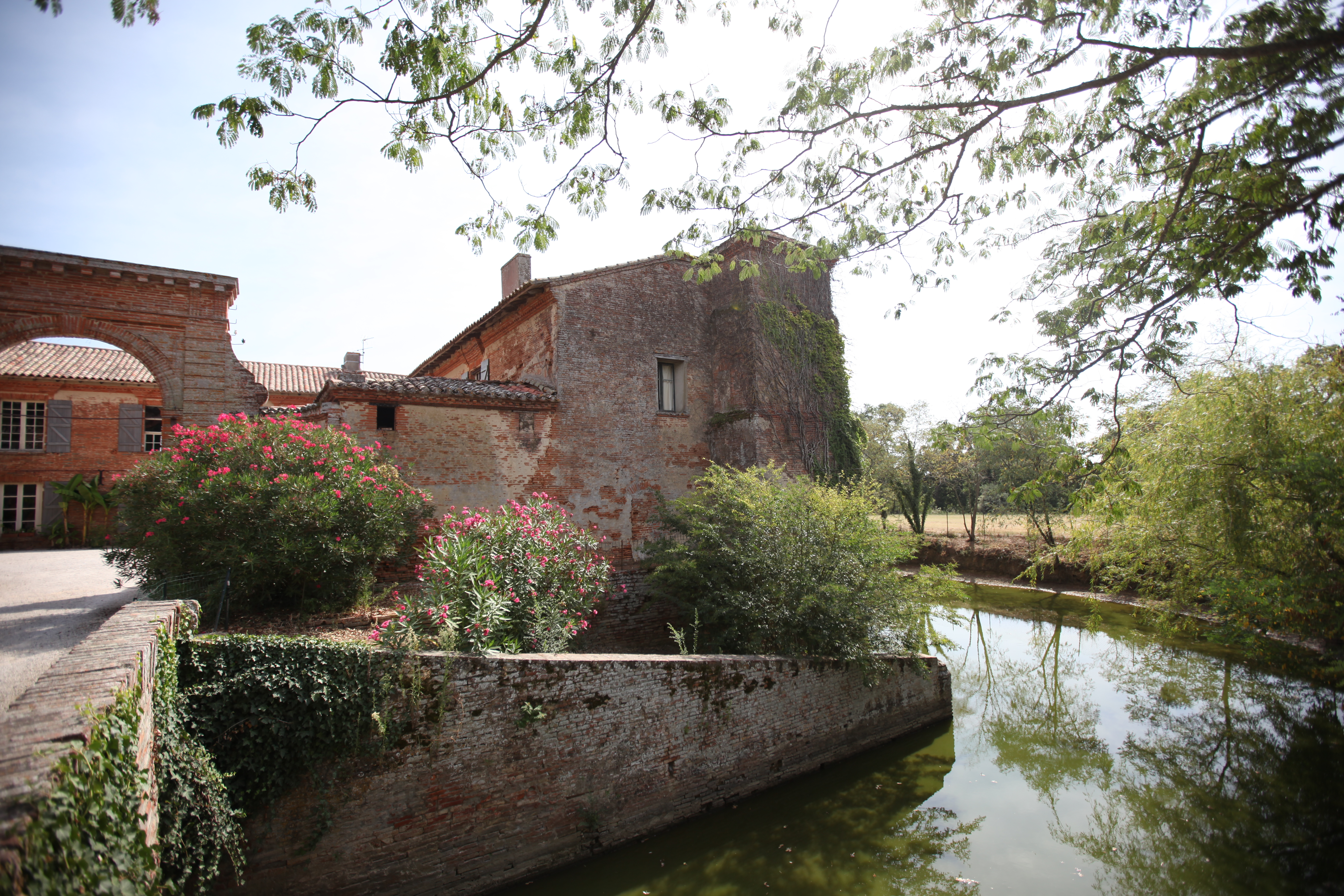
Château de Savenès.
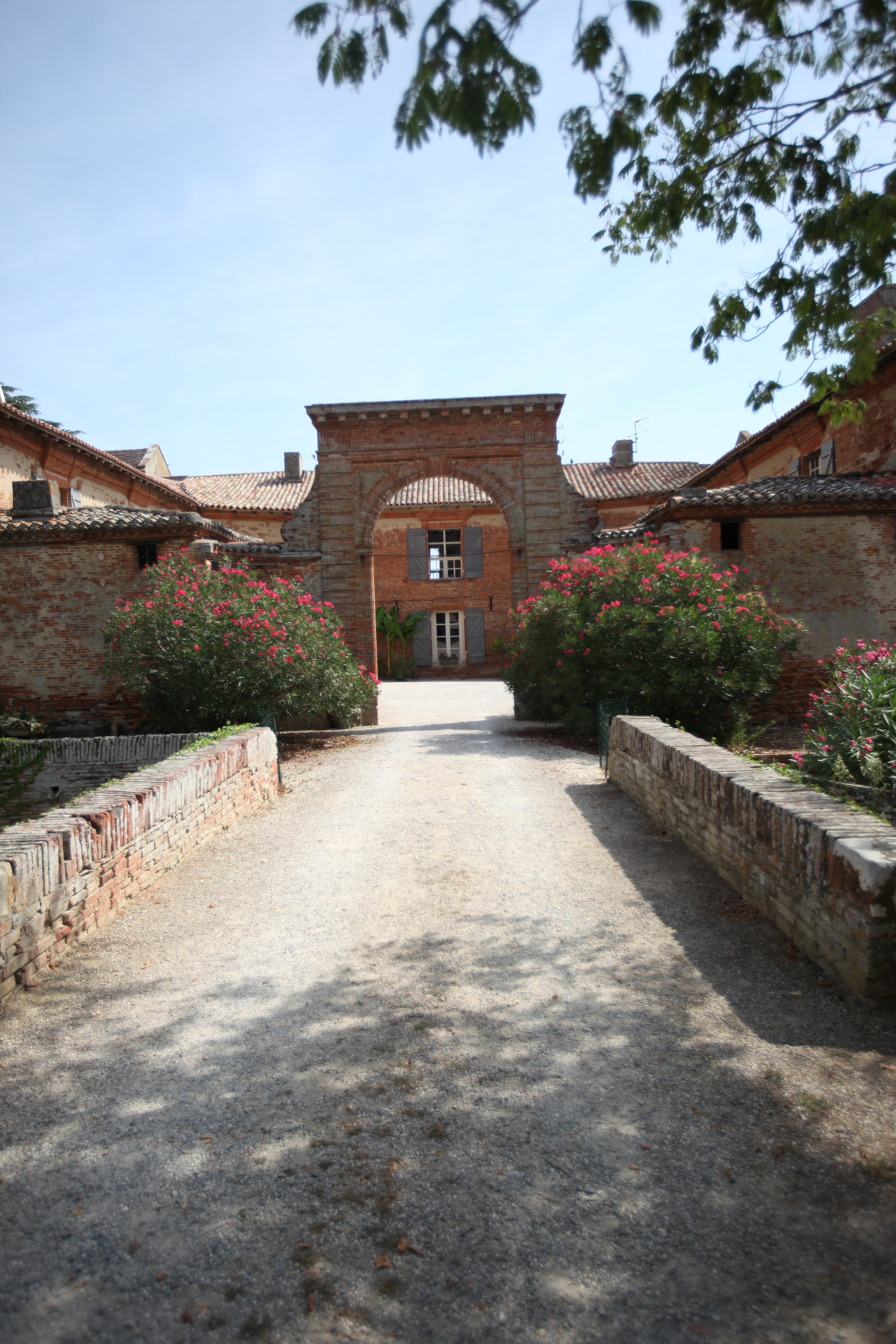
Château de Savenès.

- Le château d'Arailh ou de Fourcaran bâti en 1645 est un manoir avec un corps central en briques encadré de tours carrées.

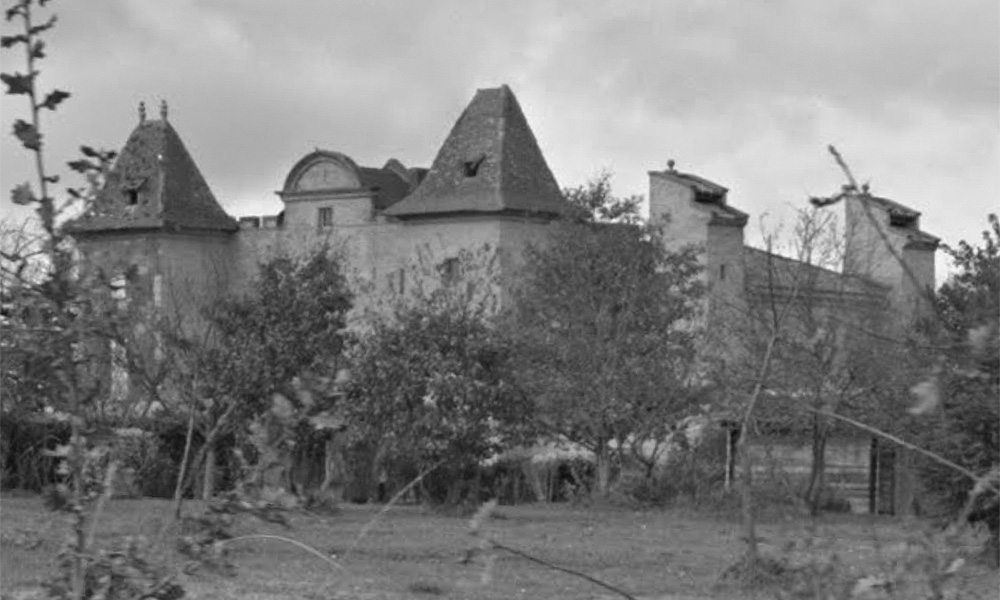
Château d'Arailh (de Fourcaran).

- L'église de l'Assomption de Savenès. L'édifice a été inscrit au titre des monuments historiques en 1934[44]. De nombreux objets sont référencés dans la base Palissy (voir les notices liées)[44]. L'église est composée de cinq travées avec une abside à trois pans. La façade a un portail à voussures et un clocher-mur. Le maître autel et un lutrin en fer forgé de 1787 proviennent de l'abbaye de Grand Selve.

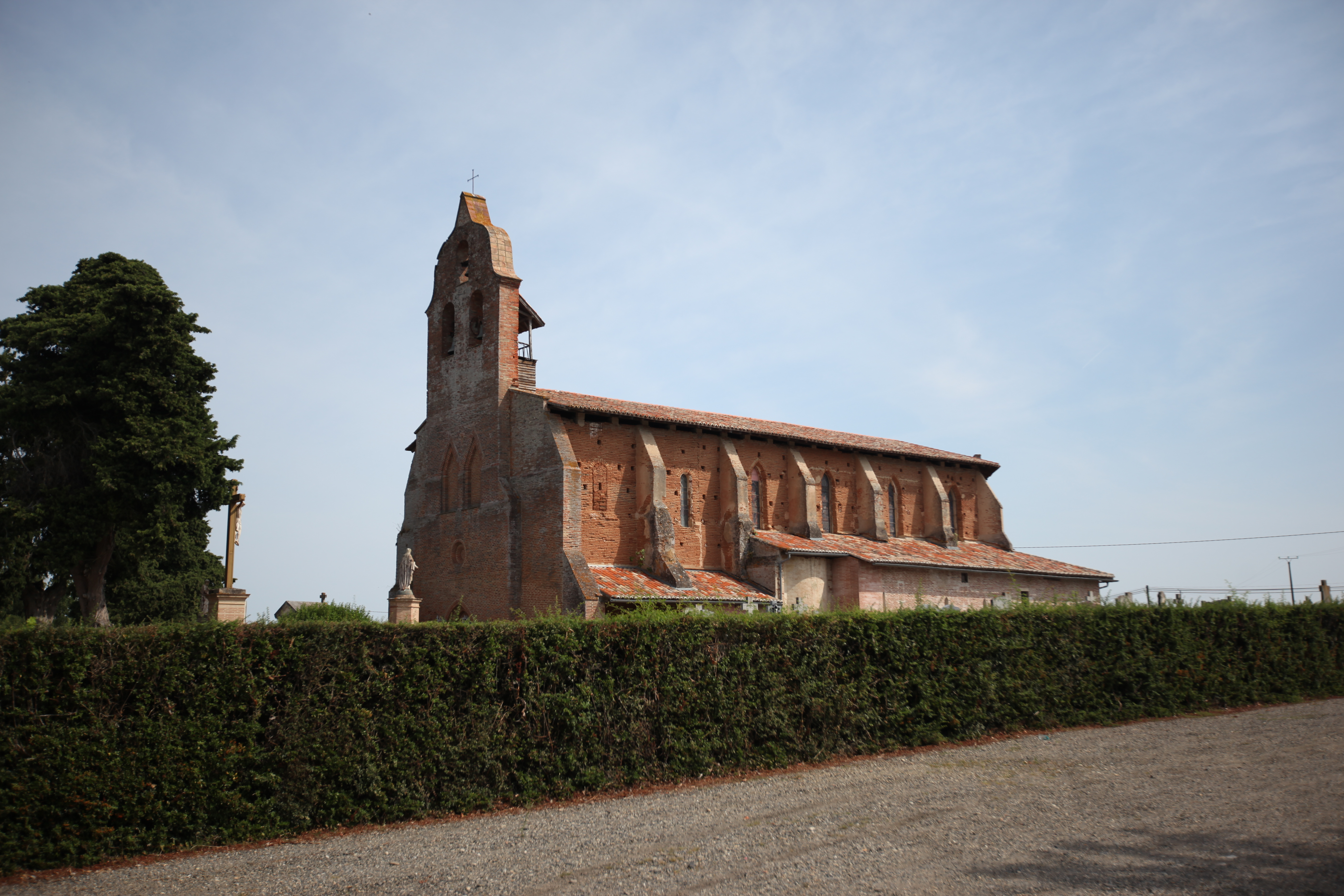
Église de l'Assomption de Savenès.
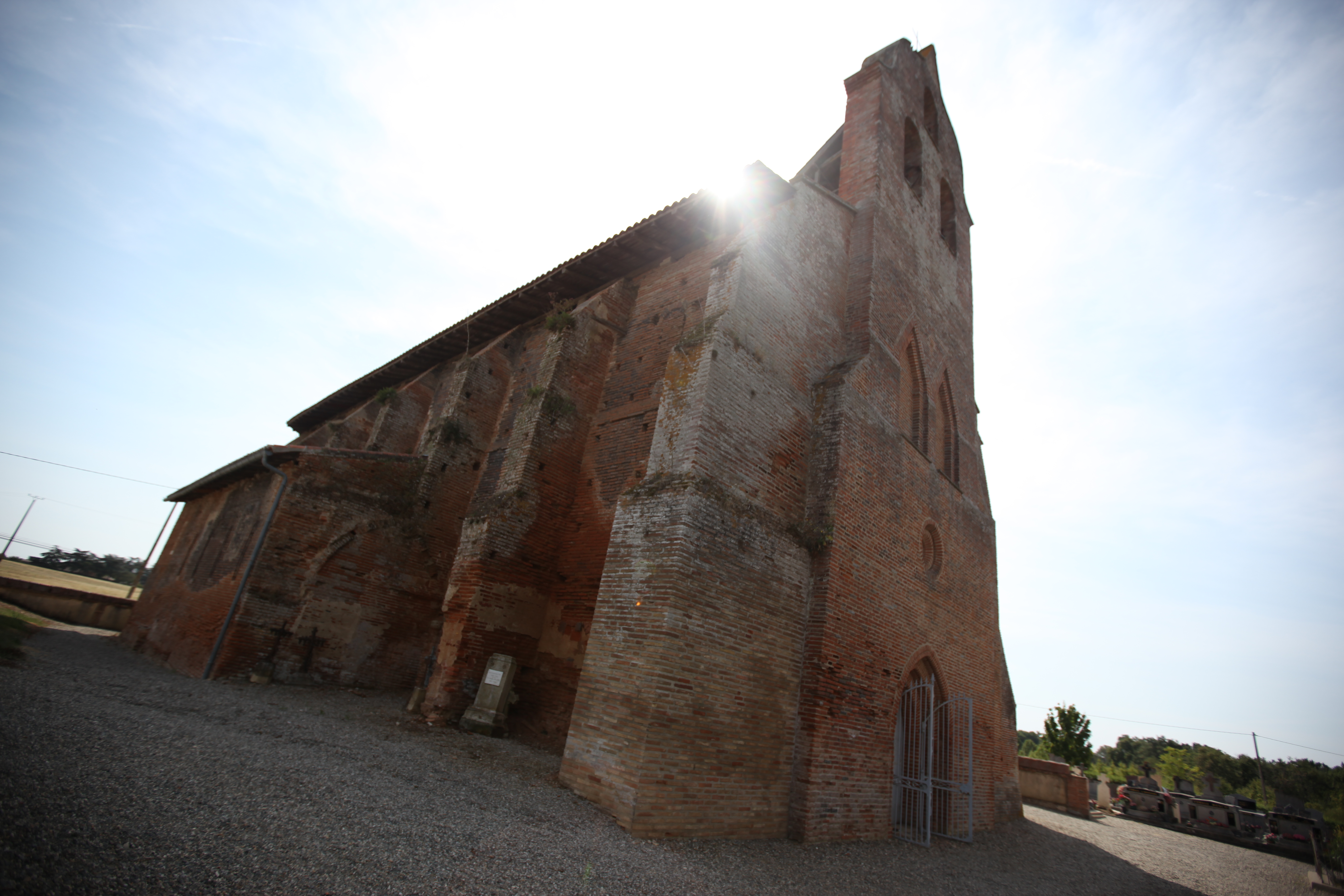
Église de l'Assomption de Savenès.
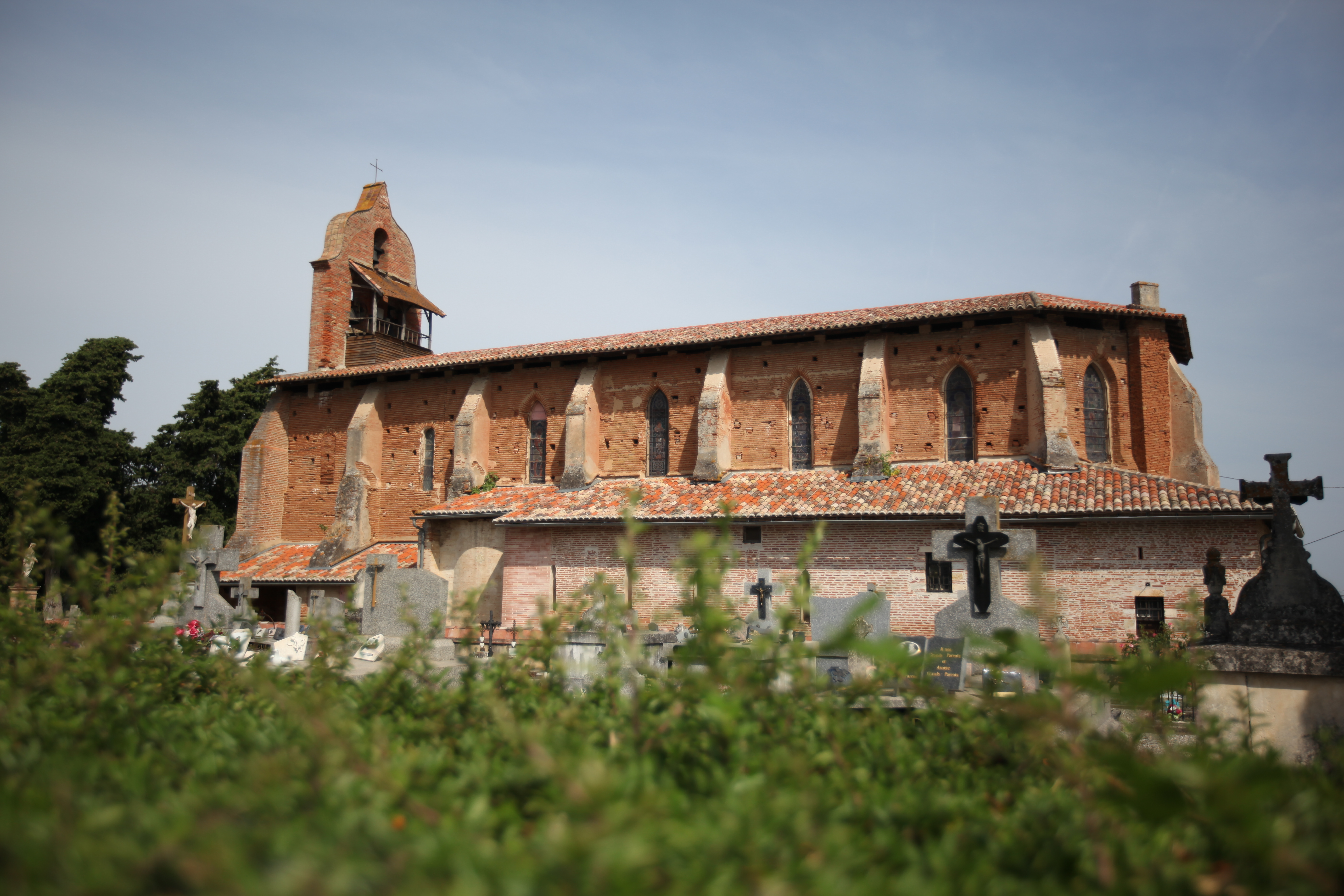
Église de l'Assomption de Savenès.

- Chapelle Saint-Fort de Savenès, bâtie en 1836, dédiée à saint Fort (évêque de Bordeaux, martyr)[45].

### Personnalités liées à la commune
- Solange Troisier (1919-2008), médecin, résistante, députée, inspecteur général des prisons, présidente du Conseil national des femmes françaises, a été inhumée à Savenès.

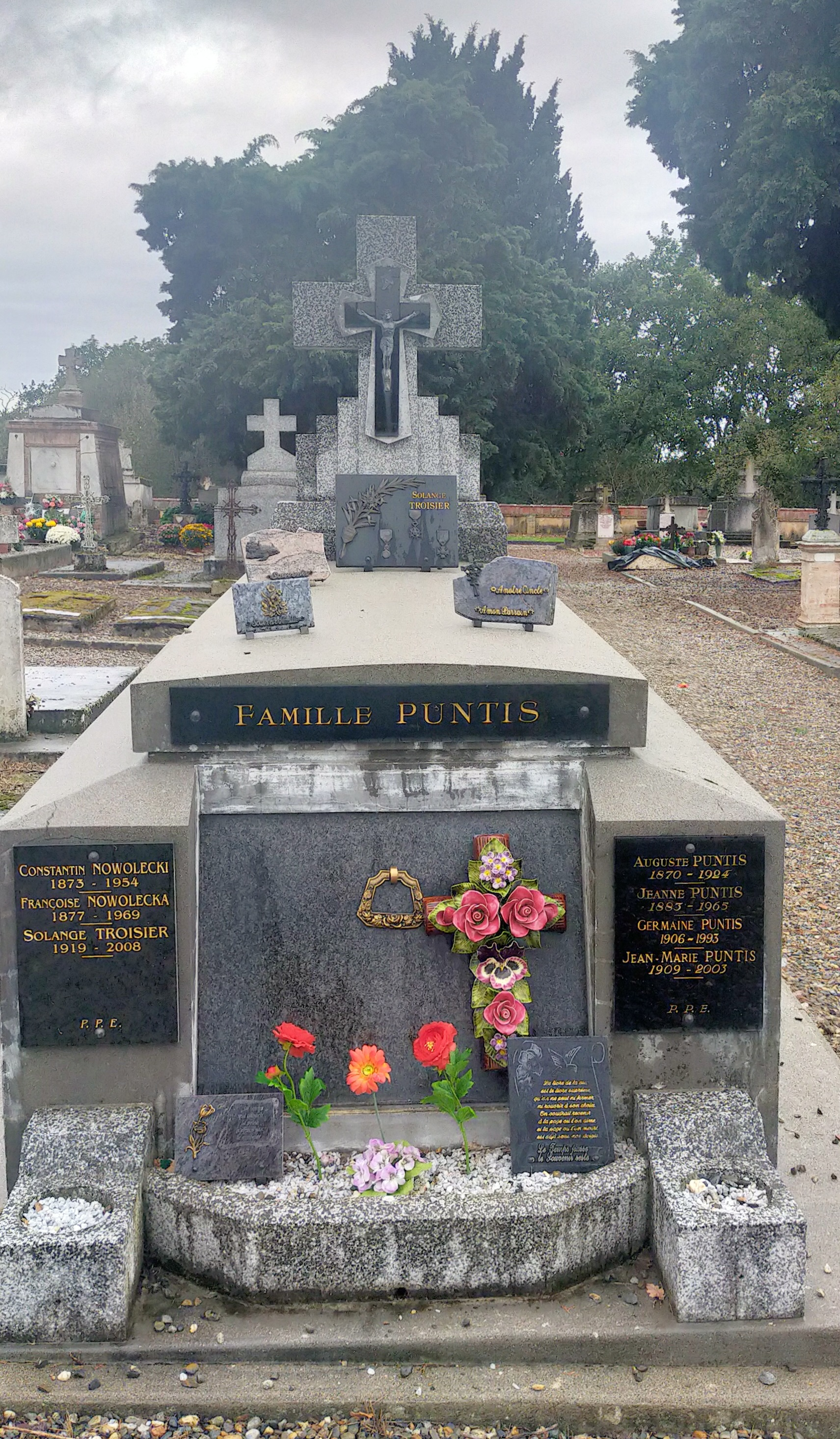
Tombe de Solange Troisier.

- Clément Michelin (1997), footballeur.

## Pour approfondir